# Thesium urceolatum
Thesium urceolatum är en sandelträdsväxtart som beskrevs av Arthur William Hill. Thesium urceolatum ingår i släktet spindelörter, och familjen sandelträdsväxter. Inga underarter finns listade i Catalogue of Life.